# Institut français d'Israël
L'Institut français d'Israël (IFI) est le service culturel de l'ambassade de France en Israël et a pour mission de faire la promotion de la culture et de la langue françaises en Israël. 
Il fait partie du réseau mondial des instituts français. Son antenne principale se trouve à Tel Aviv, la capitale économique du pays ; elle est complétée par des succursales à Haïfa et Nazareth ainsi qu'un institut scientifique, le Centre de recherche français à Jérusalem (CRFJ).

## Historique
Le nouvel Institut français en Israël a été inauguré en 2012 dans le cadre d’une réforme mondiale du réseau culturel et de coopération du Ministère français des Affaires étrangères et européennes initiée par la loi du 27 juillet 2010, en remplacement des activités culturelles françaises qui étaient jusque-là réunies au sein de l'association Culturesfrance.
Cette réorganisation a apporté une meilleure unité et une plus grande simplicité de gestion. Les services de coopération universitaire, éducative, linguistique et culturelle de l’Ambassade de France ont ainsi fusionné pour devenir l’Institut français. Ils entretiennent des liens étroits avec le Consulat général ainsi que le bureau de l'Alliance française du pays, les autorités nationales et locales et d'autres institutions francophones comme les lycées et écoles français(es). 

## Rôle éducatif
Le but premier de l'Institut est de proposer des cours, formations et examens de français à un public aussi large que possible. L'IF est accrédité pour faire passer et délivrer différentes certifications internationales, comme: le DELF, le DALF ou le TCF.
L'Institut français joue un rôle de médiateur entre le monde universitaire français et les étudiants israéliens, notamment en proposant des journées de sensibilisation à la culture et à la langue françaises, en abritant l'organisme Campus France et en proposant des cours de français pour tous niveaux.
L'IF-Israël participe également au programme d'enseignement du français langue étrangère (FLE) "Frantastique", créé pour l'Institut français et qui permet à des non-francophones de découvrir des textes en français par l'intermédiaire de leur messagerie électronique, où qu'ils se trouvent. Ces cours sont adaptés à ds publics variés (anglophones, lusophones, hispanophones, arabophones, russophones, sinophones etc).

## Activités
Le centre culturel de l'institut participe à la scène culturelle locale et nationale, en créant des dizaines d'évènements annuels. Ses activités s'opèrent également en ligne, par des projets réguliers d'encouragement à la culture. Les différents instituts du pays disposent d'une salle de conférence convertible en salle de cinéma, d'espaces pour séminaires, de galeries ainsi que de médiathèques accessibles au grand public.
L'institut participe également à des évènements externes, dans le cadre de la promotion de la culture et des échanges entre la France et Israël, et développe des partenariats avec d'autres entités culturelles, gouvernementales ou non-gouvernementales. Elle ainsi organisé ou accueilli plusieurs événements sur le livre et l'édition francophones ainsi que des festivals, des conférences et des évènements autour d'entreprises franco-israéliennes.
Un des rôles de l'Institut français en Israël est aussi de promouvoir les relations et activités scientifiques entre les deux pays. Son action en la matière s'articule autour de trois points centraux:
- L’organisation d’événements (colloques, conférences, débats, projections, etc.) et la venue de délégations françaises en Israël.
- Le soutien à la coopération scientifique, notamment via le financement de projets de recherche ou l’octroi de bourses à de jeunes chercheurs et étudiants des deux pays.
- La centralisation et la circulation de l’information scientifique et universitaire des deux pays, à travers le site de l’IFI, les Bulletins de Veille Scientifique et Technologique, une lettre d’information digitale envoyée à fréquence régulière

## Tel Aviv

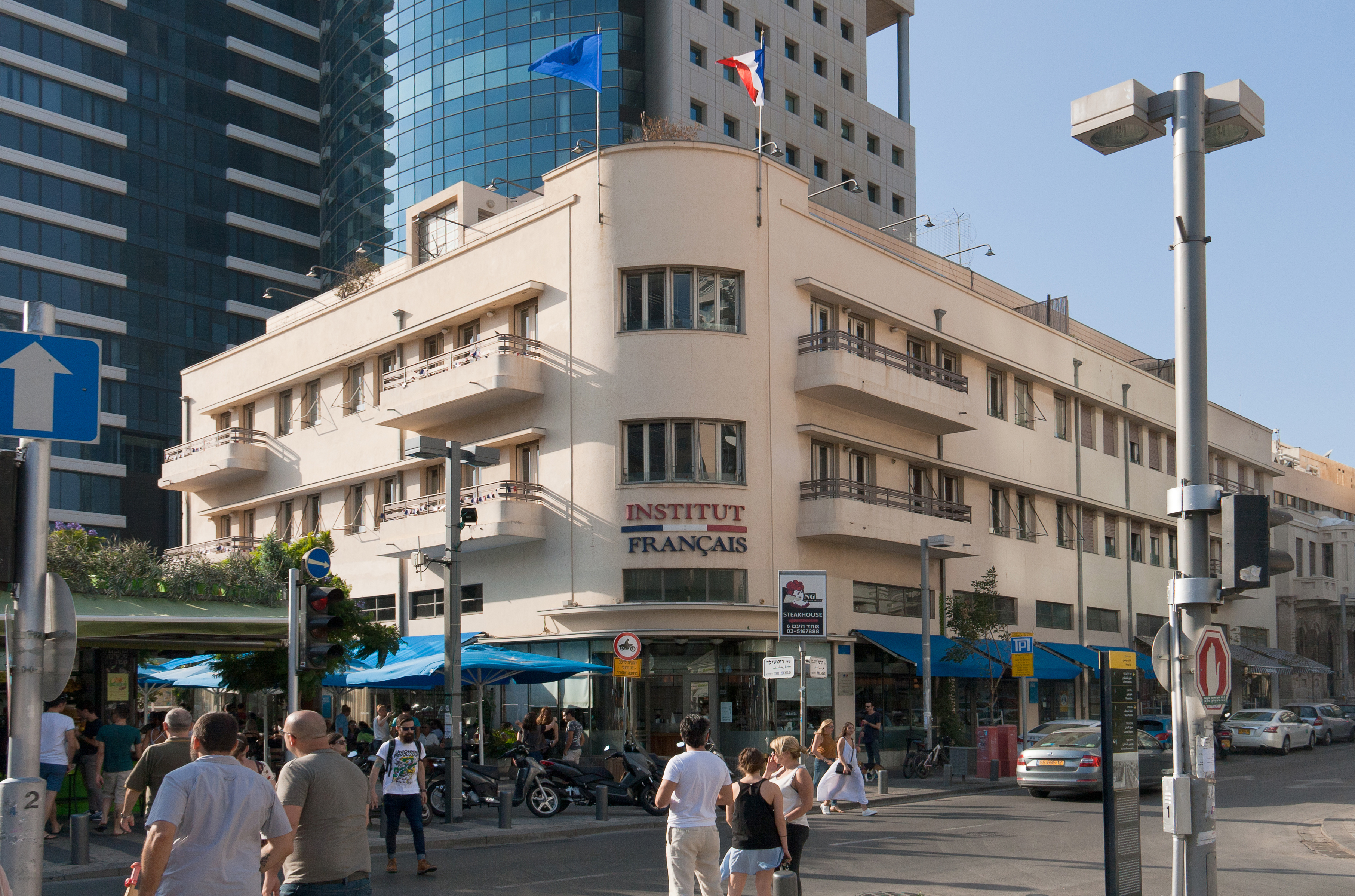
Institut français - Tel Aviv

En plus d'offrir des cours de français réguliers aux apprenants israéliens, l'IF de Tel Aviv dispose d'un jardin, d'un café et d'une médiathèque proposant un service de location de plus de 8000 documents sur place, ainsi que de milliers de documents francophones en ligne, grâce à sa culturethèque.

## Haïfa
À l'Institut français de Haïfa, l’enseignement du français est principalement orienté vers l’apprentissage de l’oral, afin de permettre aux apprenants un usage de la langue le plus rapide possible. L’Institut français de Haïfa est présent dans plusieurs quartiers dans la ville:  Haïfa, Zikhon Yaacov, Carmiel, Kiriat Bialik et Kiriat Tivon, grâce à des accords avec des écoles et centres de formations locaux.

## Centre de recherche français à Jérusalem (CRFJ)
Le CRJF s'est installé en Israël en 1952, sous la supervision du CNRS et de l'archéologue Jean Perrot. Il avait pour mission initiale la recherche archéologique.
Puis, dans les années 1980, il a vu ses domaines d'activités scientifiques s'étendre aux sciences humaines et sociales.
Outre les conférences grand public mensuelles, le CRJF organise une dizaine de colloques scientifiques internationaux par an.

## Directeurs
- 1991-1993 : Christian Delacampagne

[...]
- 2011-2015 : Olivier Rubinstein
- 2015-2019 : Barbara Wolffer
- 2019-2022 Jean-Jacques Pierrat
- Depuis 2022 Georges Diener